# Грей, Джон Николас
Джон Николас Грей (англ. John Nicholas Gray; род. 17.04.1948, Саут-Шилдс, Англия) — британский политический философ с интересами в аналитической философии и истории идей. Доктор философии; в 1998-2008 годах профессор европейской мысли Лондонской школы экономики, затем эмерит; ранее профессор Оксфорда. Приобрел популярность как писатель, особую же известность ему принесла книга «Straw Dogs» (2002).

## Биография и творчество
Родился в рабочей семье. Учился философии, политике и экономике (PPE) в оксфордском Экзетер-колледже, который окончил в 1968 году, получив степени бакалавра искусств, магистра и докторскую.
Преподавал политологию в Эссекском университете, после в 1976—1997 годах профессор политики в Оксфорде — в Колледже Иисуса. В 1985-1986 годах приглашённый профессор в Гарварде, в 1991 году — в Тулейнском университете, в 1994 году — в Йеле. Он оставил Оксфорд, чтобы занять специально созданную для него кафедру профессора европейской мысли в Лондонской школе экономики — до 2008 года, затем эмерит.
Регулярно выступает на страницах «Guardian», «Times Literary Supplement» и «New Statesman», в последней с 2009 года ведёт книжное обозрение.
Женат на японке, вместе с которой они любят кошек.
Детей они не имеют.
Увлекшийся в молодости социализмом, он сместится вправо и станет одним из ведущих идеологов тэтчеризма, который оставил в 1987 году, когда, по его собственным словами, для него стали очевидны структурные сходства тэтчеристского неолиберализма и марксизма-ленинизма. В 1990-х годах станет видным критиком либерализма.
В середине того же десятилетия он кратковременно попадет в орбиту зарождавшегося «Нового лейборизма», но начнет критиковать Блэра, когда тот стал двигаться в сторону тэтчеризма.
Ныне Грей беспартийный формально и по убеждениям.
По собственным словам, он стремится утвердить более уверенный тип мышления.
Атеист.
Влияние на него оказали фигура Джона Стюарта Милля, Исайя Берлин, а также писатель Джеймс Г. Баллард.
Приверженец мнения о правоте Маркса насчёт капитализма, но ошибке — о коммунизме.
Автор более 30 книг.
В 1996 году выпустил монографию «Исайя Берлин. Интерпретация его мысли» (Isaiah Berlin: An Interpretation of His Thought).
Самой продаваемой его книгой стала «Straw Dogs» (2002). Его книги переводились на более чем десять языков.

## Публикации
- Джон Грэй. Кошачья философия: кошки и смысл жизни = Feline Philosophy: Cats and the Meaning of Life. — М.: Издательство Института Гайдара, 2023. — 136 с. — ISBN 978-5-93255-645-0.